# 01식 대전차 미사일
01식 대전차 미사일은 일본에서 개발된 휴대용 대전차 미사일이다. 1993년부터 가와사키 중공업의 주도로 개발이 시작되어 2001년부터 부대에 배치되었다. 개발하는동안 부여된 코드네임은 XATM-5이다. 또한 약칭으로는 ATM-5라고 알려져 있다.
제1공정단에서는 주로 대장갑(anti-armor) 무기로 사용한다.

## 역사
전방의 칼 구스타브 무반동총을 교체하면서,
적외선 유도 방식의 대전차 미사일도 같이 취역했다. 1993년, 가와사키 중공업은 대전차 미사일 체계를 생산한다고 발표한 후, 시험작은 육상자위대에서 운용됐다. 그리고 1996년 미사일에 대한 테스트가 끝나고 2001년, 육상자위대에 최종적으로 배치가 완료되었다.

## 기능

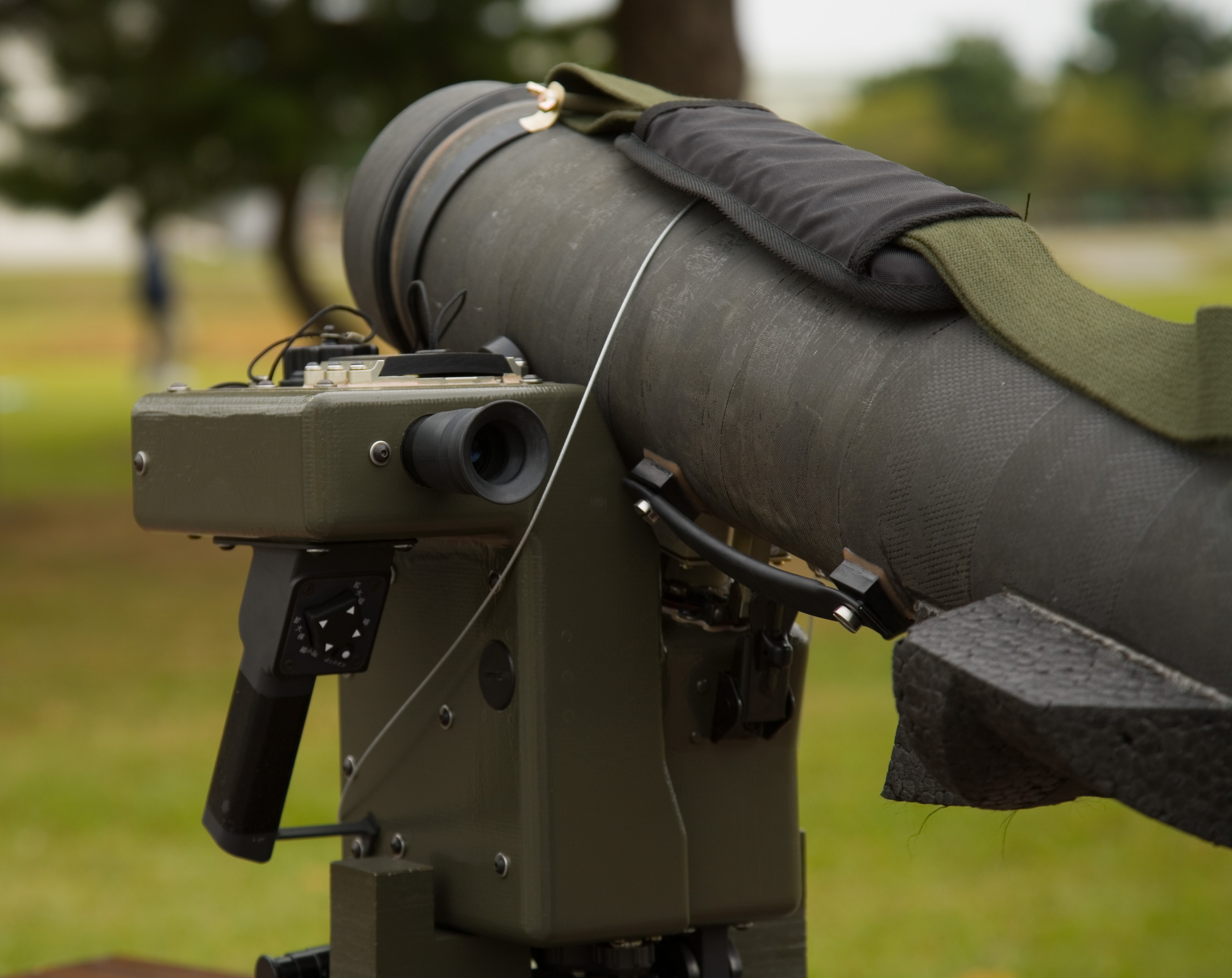

01식 대전차 미사일은 보병대에서 주로 사용되며, 경장갑기동차에 장착되어 사용된다.

## 운용
- 일본: 1073 정 (2010)

## 같이 보기
- 64식 대전차 미사일
- 79식 대전차 미사일
- 87식 대전차 미사일